# Premi Josep Maria Folch i Torres de novel·les per a nois i noies
El Premi Josep Maria Folch i Torres de novel·les per a nois i noies és un premi literari en llengua catalana convocat per La Galera, SA. Editorial i la Fundació Enciclopèdia Catalana.
Al premi hi poden optar les novel·les originals i inèdites, escrites en català, i destinades a lectors entre els 9 i els 11 anys. El premi s'entraga durant la Nit literària de Santa Llúcia al mes de desembre. Té una dotació de 6.000 euros.

## Guanyadors
- 1964 - Montserrat Mussons, per Tres narracions per a infants
- 1965 - Sebastià Sorribas, per El zoo d'en Pitus
- 1966 - Maria Novell, per Les presoneres de Tabriz
- 1967 No convocat
- 1968 - Josep Vallverdú, per Rovelló
- 1969 - Joaquim Carbó, per I tu, què hi fas aquí?
- 1970 - Josep Vallverdú, per En Roc drapaire. Finalista Emili Teixidor per L'ocell de foc
- 1971 No convocat
- 1972 - Maria Lluïsa Solà i Llopis, per Anna
- 1973 - Anna Murià, per El maravellós viatge de Nico Huehuetl a través de Mèxic
- 1974 No convocat
- 1975 - Gabriel Janer Manila, per El rei Gaspar
- 1976 - Mercè Canela, per L'escarabat verd
- 1977 - Oriol Vergés, per La ciutat sense muralles
- 1978 - Empar de Lanuza, per El savi rei boig i altres contes[1][2]
- 1979 - Joan Barceló i Cullerés, per Que comenci la festa!
- 1980 - Joles Sennell, per En Pantacràs i Xinxolaina
- 1981 - Miquel Obiols, per Habitants de Bubo-Bubo
- 1982 - Teresa Duran, per Joanot de Rocacorba (1431-1482)
- 1983 - M. Àngels Gardella, per En Gilbert i les línies
- 1984 No convocat
- 1985 - Joaquim Saura i Falomir, per Quan els bongós sonaven
- 1986 - Maite Carranza, per La revolta dels lactants
- 1987 - Miquel Rayó i Ferrer, per Les ales roges
- 1988 - Daniel Palomeras i Casadejús, per El secret del comte
- 1989 - Maria Àngels Bogunyà, per La ruta prohibida
- 1990 No convocat
- 1991 - Josep Gregori, per Tereseta la bruixeta
- 1992 - Enric Bayé, per Quin patarrabum!
- 1993 - Salvador Comelles, per El Mar dels Naufragis
- 1994 Desert
- 1995 - Antoni García Llorca, per Ull d'ocell
- 1996 - Dolors Garcia i Cornellà, per Contes a una cama trencada[3]
- 1997 - Jaume Cela i Ollé, per Quin parell!
- 1998 - Xavier Bertran, per Es busca portera
- 1999 - Josep Francesc Delgado i Hermínia Mas, per Ulldevellut
- 2000 - Dolors Garcia i Cornellà, per La nit de les dues-centes mil llunes[3]
- 2001 - Maria Jesús Bolta, per Animals[4]
- 2002 Desert
- 2003 - Antoni García Llorca, per Història d'un cap tallat
- 2004 - Mercè Anguera, per La història d'en Robert
- 2005 - Francesc Gisbert i Muñoz, per La meva família i altres monstres
- 2006 - Àngel Burgas, per El club de la cistella
- 2007 - Lluís Hernàndez i Sonali, per Certificat C99+
- 2008 Desert
- 2009 - Carles Sala, per Cornelius i el rebost dels impossibles
- 2010 - David Nel·lo, per Ludwig i Frank
- 2011 - Jordi Folck, per Llibre d'encanteris de la vella Taràndula[5]
- 2012 - Josep Lluís Badal, per Les aventures de Jan Plata[6]
- 2013 - Rubén Montañá, per La nena de l'arbre[7]
- 2014 - Lluís Prats Martínez, per Hachiko. El que esperava[8]
- 2015 - Francesc Puigpelat, per La nena que es va convertir en mòbil[9]
- 2016 - Oriol Canosa, per l'Illa de Paidonèsia
- 2017 Desert
- 2018 - Núria Franquet, per La Liang dins del quadre[10]
- 2019 - Lluís Prats, per Estimat monstre[11]
- 2020 - Tina Vallès, per Els pòstits del senyor Nohisoc
- 2021 - Carles Sala, per Capità Lluc[12]
- 2022 Desert
- 2023 - Lluís Prats Martínez, per Wen i Long[13]
- 2024 - Joan Berlanga, per L’extraordinària vida d’un gos a les últimes[14]